# Li Ning
Li Ning, född 8 september 1963 i Liuzhou, Guangxi, Kina, är en kinesisk gymnast och affärsman, som grundat ett eget varumärke för sportutrustning.
Li vann sex medaljer vid OS i Los Angeles 1984, av dessa var tre guld (fristående, bygelhäst, och ringar), två silver och en medalj brons.
Li tände den olympiska elden 8 augusti 2008 på Pekings Nationalstadion.